# Lipowo (rejon wileński)
Lipowo (lit. Liepiai) − wieś na Litwie, w rejonie wileńskim, 8 km na północny zachód od Bezdanów, zamieszkana przez 28 ludzi. Przed II wojną światową w Polsce, w powiecie wileńsko-trockim województwa wileńskiego.